# Drevníky
Drevníky (en allemand : Drewnik) est une commune du district de Příbram, dans la région de Bohême-Centrale, en République tchèque. Sa population s'élevait à 334 habitants en 2020.

## Géographie
Drevníky se trouve à 8 km au sud-sud-ouest de Nový Knín, à 21 km à l'est-nord-est de Příbram et à 42 km au sud-sud-ouest de Prague.
La commune est limitée par Drhovy au nord, par Borotice à l'est, par Županovice au sud-ouest, et par Nečín au sud-ouest et à l'ouest.

## Histoire
La première mention écrite de la localité date de 1379.

## Administration
La commune se compose de quatre quartiers :
- Drevníky
- Drhovce
- Nechalov
- Slovanská Lhota

## Transports
Par la route, Drevníky se trouve à 10,5 km de Nový Knín, à 23 km de Příbram et à 57 km de Prague.